# SN 2007qn
SN 2007qn – supernowa typu Ia odkryta 31 października 2007 roku w galaktyce A235909+0109. W momencie odkrycia miała maksymalną jasność 22,20m.